# Cernodăb, Haskovo
Cernodăb (în bulgară Чернодъб) este un sat în comuna Svilengrad, regiunea Haskovo,  Bulgaria. 

## Demografie
Componența etnică a satului Cernodăb
     Bulgari (90,52%)
     Turci (7,36%)
     Nicio identificare (2,1%)
     Altele (0%)
La recensământul din 2011, populația satului Cernodăb era de 95 locuitori. Din punct de vedere etnic, majoritatea locuitorilor (90,52%) erau bulgari, cu o minoritate de turci (7,36%). Pentru 2,1% din locuitori nu este cunoscută apartenența etnică.